# 第75回英国アカデミー賞
第75回英国アカデミー賞（だい75かいえいこくアカデミーしょう）は、2021年にイギリスで上映された映画を対象にした賞であり、2022年3月13日にロンドンのロイヤル・アルバート・ホールで授賞式が行われた。

## 受賞とノミネート
ノミネートは2022年2月3日に発表された。太字が受賞。

### フェローシップ賞
- 該当者なし

### 功労賞
- 該当者なし

| 作品賞 | 監督賞 |
| --- | --- |
| - 『パワー・オブ・ザ・ドッグ』 - 『ベルファスト』 - 『ドント・ルック・アップ』 - 『DUNE/デューン 砂の惑星』 - 『リコリス・ピザ』 | - ジェーン・カンピオン - 『パワー・オブ・ザ・ドッグ』 - ポール・トーマス・アンダーソン - 『リコリス・ピザ』 - オードレイ・ディヴァン - 『あのこと』 - ジュリア・デュクルノー - 『TITANE/チタン』 - 濱口竜介 - 『ドライブ・マイ・カー』 - アリーム・カーン - 『アフター・ラヴ』                       |
| 主演男優賞 | 主演女優賞 |
| - ウィル・スミス - 『ドリームプラン』 - アディール・アクタル - 『Ali & Ava』 - マハーシャラ・アリ - 『スワン・ソング』 - ベネディクト・カンバーバッチ - 『パワー・オブ・ザ・ドッグ』 - レオナルド・ディカプリオ - 『ドント・ルック・アップ』 - スティーヴン・グレアム - 『ボイリング・ポイント/沸騰』     | - ジョアンナ・スカンラン - 『アフター・ラヴ』 - レディー・ガガ - 『ハウス・オブ・グッチ』 - アラナ・ハイム - 『リコリス・ピザ』 - エミリア・ジョーンズ - 『コーダ あいのうた』 - レナーテ・ラインスヴェ - 『わたしは最悪。』 - テッサ・トンプソン - 『PASSING -白い黒人-』                           |
| 助演男優賞 | 助演女優賞 |
| - トロイ・コッツァー - 『コーダ あいのうた』 - マイク・ファイスト - 『ウエスト・サイド・ストーリー』 - キアラン・ハインズ - 『ベルファスト』 - ウディー・ノーマン - 『カモン カモン』 - ジェシー・プレモンス - 『パワー・オブ・ザ・ドッグ』 - コディ・スミット＝マクフィー - 『パワー・オブ・ザ・ドッグ』 | - アリアナ・デボーズ - 『ウエスト・サイド・ストーリー』 - カトリーナ・バルフ - 『ベルファスト』 - ジェシー・バックリー - 『ロスト・ドーター』 - アン・ダウド - 『対峙』 - アーンジャニュー・エリス - 『ドリームプラン』 - ルース・ネッガ - 『PASSING -白い黒人-』                                    |
| オリジナル脚本賞 | 脚色賞 |
| - ポール・トーマス・アンダーソン - 『リコリス・ピザ』 - アーロン・ソーキン - 『愛すべき夫妻の秘密』 - ケネス・ブラナー - 『ベルファスト』 - アダム・マッケイ - 『ドント・ルック・アップ』 - ザック・ベイリン - 『ドリームプラン』                                                                         | - シアン・ヘダー - 『コーダ あいのうた』 - 濱口竜介、大江崇允 - 『ドライブ・マイ・カー』 - エリック・ロス、ジョン・スペイツ、ドゥニ・ヴィルヌーヴ - 『DUNE/デューン 砂の惑星』 - マギー・ジレンホール - 『ロスト・ドーター』 - ジェーン・カンピオン - 『パワー・オブ・ザ・ドッグ』                   |
| アニメ映画賞 | ドキュメンタリー賞 |
| - 『ミラベルと魔法だらけの家』 - 『FLEE フリー』 - 『あの夏のルカ』 - 『ミッチェル家とマシンの反乱』 | - 『サマー・オブ・ソウル（あるいは、革命がテレビ放映されなかった時）』 - 『海洋探検家クストーの遺産』 - 『牛』 - 『FLEE フリー』 - 『THE RESCUE 奇跡を起こした者たち』 |
| 非英語作品賞 | キャスティング賞 |
| - 『ドライブ・マイ・カー』 - 『Hand of God -神の手が触れた日-』 - 『パラレル・マザーズ』 - 『秘密の森の、その向こう』 - 『わたしは最悪。』 | - 『ウエスト・サイド・ストーリー』 - 『ボイリング・ポイント/沸騰』 - 『DUNE/デューン 砂の惑星』 - 『Hand of God -神の手が触れた日-』 - 『ドリームプラン』 |
| 撮影賞 | 衣裳デザイン賞 |
| - グリーグ・フレイザー - 『DUNE/デューン 砂の惑星』 - ダン・ローストセン - 『ナイトメア・アリー』 - リヌス・サンドグレン - 『007/ノー・タイム・トゥ・ダイ』 - アリ・ウェグナー - 『パワー・オブ・ザ・ドッグ』 - ブリュノ・デルボネル - 『マクベス』                                                       | - 『クルエラ』 - 『シラノ』 - 『DUNE/デューン 砂の惑星』 - 『フレンチ・ディスパッチ ザ・リバティ、カンザス・イヴニング・サン別冊』 - 『ナイトメア・アリー』 |
| 編集賞 | メイクアップ&ヘア賞 |
| - 『007/ノー・タイム・トゥ・ダイ』 - 『ベルファスト』 - 『DUNE/デューン 砂の惑星』 - 『リコリス・ピザ』 - 『サマー・オブ・ソウル（あるいは、革命がテレビ放映されなかった時）』 | - 『タミー・フェイの瞳』 - 『クルエラ』 - 『シラノ』 - 『DUNE/デューン 砂の惑星』 - 『ハウス・オブ・グッチ』 |
| 作曲賞 | プロダクションデザイン賞 |
| - 『DUNE/デューン 砂の惑星』 - 『愛すべき夫妻の秘密』 - 『ドント・ルック・アップ』 - 『フレンチ・ディスパッチ ザ・リバティ、カンザス・イヴニング・サン別冊』 - 『パワー・オブ・ザ・ドッグ』 | - 『DUNE/デューン 砂の惑星』 - 『シラノ』 - 『フレンチ・ディスパッチ ザ・リバティ、カンザス・イヴニング・サン別冊』 - 『ナイトメア・アリー』 - 『ウエスト・サイド・ストーリー』 |
| 音響賞 | 視覚効果賞 |
| - 『DUNE/デューン 砂の惑星』 - 『ラストナイト・イン・ソーホー』 - 『007/ノー・タイム・トゥ・ダイ』 - 『クワイエット・プレイス 破られた沈黙』 - 『ウエスト・サイド・ストーリー』 | - 『DUNE/デューン 砂の惑星』 - 『フリー・ガイ』 - 『ゴーストバスターズ/アフターライフ』 - 『マトリックス レザレクションズ』 - 『007/ノー・タイム・トゥ・ダイ』 |
| 英国作品賞 | 新人賞 |
| - 『ベルファスト』 - 『アフター・ラヴ』 - 『Ali & Ava』 - 『ボイリング・ポイント/沸騰』 - 『シラノ』 - 『Everybody’s Talking About Jamie ～ジェイミー～』 - 『ハウス・オブ・グッチ』 - 『ラストナイト・イン・ソーホー』 - 『007/ノー・タイム・トゥ・ダイ』 - 『PASSING -白い黒人-』                       | - ジェイムズ・サミュエル - 『ザ・ハーダー・ゼイ・フォール: 報復の荒野』 - アリーム・カーン - 『アフター・ラヴ』 - ジェームズ・カミングス、ヘスター・ルオフ - 『ボイリング・ポイント/沸騰』 - ポジー・ディクソン、リヴ・プロクター - 『Keyboard Fantasies』 - レベッカ・ホール - 『PASSING 白い黒人』 |
| 短編アニメ映画賞 | 短編映画賞 |
| - 『Do Not Feed the Pigeons』 - 『Affairs of the Art』 - 『Night of the Living Dread』 | - 『The Black Cop』 - 『Femme』 - 『The Palace』 - 『Stuffed』 - 『Three Meetings of the Extraordinary Committee』 |
| EEライジング・スター賞 | |
| - ラシャーナ・リンチ - アリアナ・デボーズ - ハリス・ディキンソン - ミリセント・シモンズ - コディ・スミット＝マクフィー | |

## 複数部門でのノミネート・受賞
| ノミネート数 | 作品                                                                    |
| ------------ | ----------------------------------------------------------------------- |
| 11           | 『DUNE/デューン 砂の惑星』                                              |
| 8            | 『パワー・オブ・ザ・ドッグ』                                            |
| 6            | 『ベルファスト』                                                        |
| 5            | 『リコリス・ピザ』                                                      |
| 5            | 『007/ノー・タイム・トゥ・ダイ』                                        |
| 5            | 『ウエスト・サイド・ストーリー』                                        |
| 4            | 『アフター・ラヴ』                                                      |
| 4            | 『ボイリング・ポイント/沸騰』                                           |
| 4            | 『シラノ』                                                              |
| 4            | 『ドント・ルック・アップ』                                              |
| 4            | 『ドリームプラン』                                                      |
| 4            | 『PASSING -白い黒人-』                                                  |
| 3            | 『コーダ あいのうた』                                                   |
| 3            | 『ドライブ・マイ・カー』                                                |
| 3            | 『フレンチ・ディスパッチ ザ・リバティ、カンザス・イヴニング・サン別冊』 |
| 3            | 『ハウス・オブ・グッチ』                                                |
| 3            | 『ナイトメア・アリー』                                                  |
| 2            | 『Ali & Ava』                                                           |
| 2            | 『愛すべき夫妻の秘密』                                                  |
| 2            | 『クルエラ』                                                            |
| 2            | 『Flee』                                                                |
| 2            | 『Hand of God -神の手が触れた日-』                                      |
| 2            | 『ラストナイト・イン・ソーホー』                                        |
| 2            | 『ロスト・ドーター』                                                    |
| 2            | 『サマー・オブ・ソウル（あるいは、革命がテレビ放映されなかった時）』    |
| 2            | 『The Worst Person in the World』                                       |

| 受賞数 | 作品                             |
| ------ | -------------------------------- |
| 5      | 『DUNE/デューン 砂の惑星』       |
| 2      | 『コーダ あいのうた』            |
| 2      | 『パワー・オブ・ザ・ドッグ』     |
| 2      | 『ウエスト・サイド・ストーリー』 |